# Maria Halina Zapaśnik-Kobierska

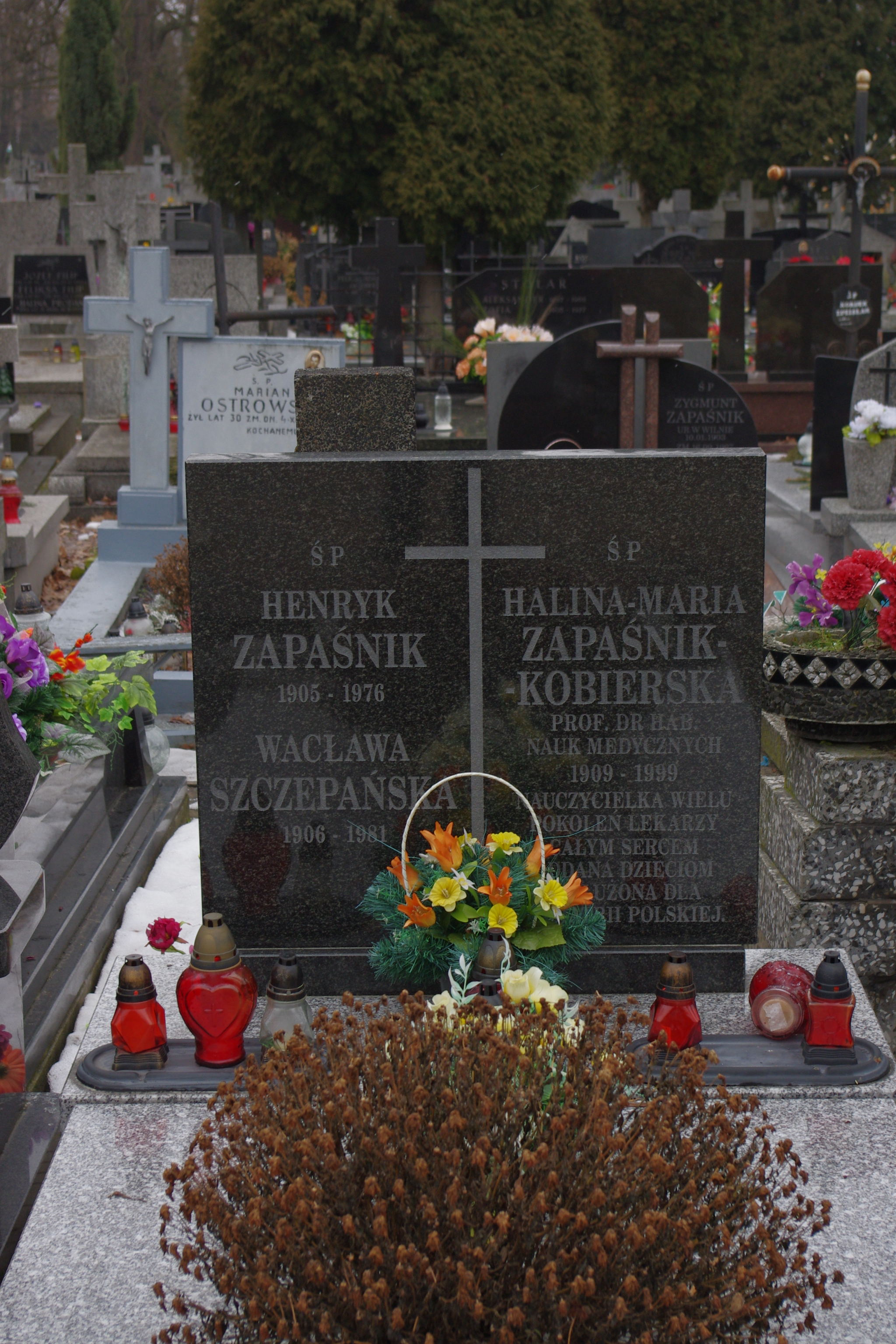
Grób prof. Marii Haliny Zapaśnik-Kobierskiej na cmentarzu Wawrzyszewskim w Warszawie

Maria Halina Zapaśnik-Kobierska (ur. 16 sierpnia 1909 w Wilnie, zm. 30 grudnia 1999 w Warszawie) – polska lekarka, pediatra, specjalistka w zakresie gruźlicy, profesor Akademii Medycznej w Warszawie. 

## Życiorys
Urodzona w Wilnie, była córką Bolesława Zapaśnika i Jadwigi z Bocianowskich. Ukończyła Gimnazjum im. Elizy Orzeszkowej w Wilnie (matura 1930), następnie studiowała na Wydziale Lekarskim Uniwersytetu Stefana Batorego, uzyskując w roku 1937 dyplom lekarski. W 1938 roku, po odbyciu stażu, została zatrudniona w Klinice Dziecięcej UW przy ul. Litewskiej, kierowanej przez prof. Mieczysława Michałowicza, jednocześnie pracując w sanatorium przeciwgruźliczym w Świdrze.
W czasie II wojny światowej w dalszym ciągu pracowała w klinice. W 1940 roku wyszła za mąż za inż. Zdzisława Kobierskiego. Podczas powstania warszawskiego pozostała na Saskiej Kępie, gdzie wówczas mieszkała, wraz z grupą lekarzy organizując szpital polowy przy ul. Saskiej 103. 
Do pracy w klinice wróciła w lutym 1945 roku, zaraz po wyzwoleniu Warszawy. Wraz z niewielką grupą doprowadziła do stanu użyteczności budynek przy Litewskiej, uruchamiając klinikę. Pracowała w niej do 1950 roku, w 1945 roku uzyskując stopień doktora medycyny. Jednocześnie z pracą w klinice była ordynatorem oddziału noworodków szpitala MON przy ul. Koszykowej. Kierowała także Wojewódzką Poradnią Przeciwgruźliczą dla Dzieci m.st. Warszawy, którą prowadziła do 1955 roku. 
Na przełomie lat 50. i 60. była dyrektorem Departamentu Matki i Dziecka w Ministerstwie Zdrowia i Opieki Społecznej, wprowadzając wiele reform dotyczących organizacji opieki nad matką i dzieckiem, m.in. promując szczepienia przeciw gruźlicy czy wprowadzając etaty psychologów w Domach Małego Dziecka. 
W 1955 roku rozpoczęła pracę w Państwowym Szpitalu Klinicznym przy ul. Działdowskiej, pełniąc w nim różne funkcje, a od 1963 roku aż do emerytury w 1979 roku kierując zespołem klinik pediatrycznych. W roku 1964 otrzymała tytuł profesora nadzwyczajnego, a w 1976 profesora zwyczajnego.
Opublikowała 130 prac naukowych, mających za temat gruźlicę, szczepienia BCG i choroby płuc, redagowała też kilka zbiorowych publikacji. Pod jej kierunkiem obroniono 14 prac doktorskich i 7 habilitacji. W roku 1983 została odznaczona Krzyżem Oficerskim Orderu Odrodzenia Polski. 
Na wniosek dzieci została odznaczona Kawalerem Orderu Uśmiechu.